# Viola pallascaensis
Viola pallascaensis är en violväxtart som beskrevs av Wilhelm Becker. Viola pallascaensis ingår i släktet violer, och familjen violväxter. Inga underarter finns listade i Catalogue of Life.